# Рахимжонов, Асадбек
Асадбек Рахимжонов (узб. Asadbek Rahimjonov; род. 17 февраля 2004, Наманган) — узбекистанский футболист, полузащитник клуба «Олимпик» (Ташкент) и олимпийской сборной Узбекистана.

## Биография
Воспитанник клуба «Турон». Начал футбольную карьеру в ташкентском «Олимпике». Дебют Рахимжонова в чемпионате Узбекистана состоялся 3 марта 2023 года в матче против «Пахтакора» (3:2).
В составе сборной Узбекистана до 23 лет играл на Азиатских играх 2022 года в Китае, где сборная заняла третье место, обыграв в решающем матче Гонконг со счётом 4:0. На чемпионате Азии среди молодёжных команд 2024 года Узбекистан занял второе место и получил право играть на Олимпийских играх в Париже.
Накануне старта Олимпийских игр 2024 года в Париже Тимур Кападзе включил Рахимжонова в расширенный список футболистов для участия в турнире.

## Достижения
- Финалист Кубка Азии (до 23 лет): 2024